# Coppa del Mondo di bob 2008
La Coppa del Mondo di bob 2007/08, organizzata dalla FIBT, è iniziata il 30 novembre 2007 a Calgary, in Canada ed è terminata il 10 febbraio 2008 a Winterberg in Germania. Si sono disputate venticinque gare, otto nel bob a 2 uomini, nel bob a 2 donne e nel bob a 4 e 1 a squadre in otto differenti località.
Nel corso della stagione si sono tenuti anche i campionati mondiali di Altenberg 2008, in Germania, competizione non valida ai fini della Coppa del Mondo mentre la tappa di Cesana Torinese ha assegnato anche il titolo europeo.

Questa Coppa del Mondo si è svolta come di consueto in parallelo alla Coppa del Mondo di skeleton.

## Risultati

### Uomini
La gara di bob a due maschile di Cortina d'Ampezzo, prevista per il 12 gennaio 2008, è stata fermata dopo la discesa di André Lange e poi cancellata per scarsa visibilità ed è stata recuperata la settimana successiva durante la tappa di Cesana Torinese.
| Data             | Località             | Specialità | Primi classificati                                                          | Secondi classificati | Terzi classificati                                                      |
| ---------------- | -------------------- | ---------- | --------------------------------------------------------------------------- | --- | ----------------------------------------------------------------------- |
| 30 novembre 2007 | Calgary              | A due      | André Lange Kevin Kuske Germania                                            | Steven Holcomb Curtis Tomasevicz Stati Uniti | Wolfgang Stampfer Martin Lachkovics Austria                             |
| 1º dicembre 2007 | Calgary              | A quattro  | Steven Holcomb Pavle Jovanovic Brock Kreitzburg Steve Mesler Stati Uniti    | André Lange Kevin Kuske René Hoppe Martin Putze Germania                                                                                               | Pierre Lueders Lascelles Brown David Bissett Justin Kripps Canada       |
| 7 dicembre 2007  | Park City            | A due      | Steven Holcomb Curtis Tomasevicz Stati Uniti                                | Thomas Florschütz Mirko Pätzold Germania | Wolfgang Stampfer Johannes Wipplinger Austria                           |
| 8 dicembre 2007  | Park City            | A quattro  | Steven Holcomb Pavle Jovanovic Brock Kreitzburg Steve Mesler Stati Uniti    | André Lange Kevin Kuske René Hoppe Martin Putze Germania                                                                                               | Pierre Lueders Ken Kotyk Lascelles Brown Justin Kripps Canada           |
| 15 dicembre 2007 | Lake Placid          | A due      | Pierre Lueders Lascelles Brown Canada                                       | André Lange Martin Putze Germania | Steven Holcomb Curtis Tomasevicz Stati Uniti                            |
| 16 dicembre 2007 | Lake Placid          | A quattro  | Aleksandr Zubkov Filipp Egorov Aleksej Andrjunin Aleksej Selivërstov Russia | Steven Holcomb Pavle Jovanovic Brock Kreitzburg Steve Mesler Stati Uniti                                                                               | Pierre Lueders Ken Kotyk Lascelles Brown Justin Kripps Canada           |
| 12 gennaio 2008  | Cortina d'Ampezzo    | A due      | gara cancellata                                                             | gara cancellata | gara cancellata                                                         |
| 12 gennaio 2008  | Cortina d'Ampezzo    | A quattro  | Pierre Lueders Ken Kotyk David Bissett Justin Kripps Canada                 | Aleksandr Zubkov Filipp Egorov Evgenij Pečënkin Aleksej Selivërstov Russia                                                                             | Ivo Rüegg Roman Handschin Michael Lukas Cédric Grand Svizzera           |
| 18 gennaio 2008  | Cesana Torinese      | A due      | Simone Bertazzo Samuele Romanini Italia                                     | André Lange Martin Putze Germania | Ivo Rüegg Roman Handschin Svizzera                                      |
| 19 gennaio 2008  | Cesana Torinese      | A due      | Aleksandr Zubkov Aleksej Voevoda Russia                                     | André Lange Kevin Kuske Germania | Simone Bertazzo Samuele Romanini Italia                                 |
| 20 gennaio 2008  | Cesana Torinese      | A quattro  | Jānis Miņins Intars Dambis Daumants Dreiškens Oskars Melbārdis Lettonia     | Martin Galliker Jürg Egger Aleksandr Streltsov Patrick Blöchliger Svizzera                                                                             | André Lange Kevin Kuske René Hoppe Martin Putze Germania                |
| 26 gennaio 2008  | Sankt Moritz         | A due      | André Lange Martin Putze Germania                                           | Ivo Rüegg Cédric Grand Svizzera | Pierre Lueders Lascelles Brown Canada                                   |
| 27 gennaio 2008  | Sankt Moritz         | A quattro  | Jānis Miņins Intars Dambis Daumants Dreiškens Oskars Melbārdis Lettonia     | Aleksandr Zubkov Dmitrij Stëpuškin Roman Orešnikov Dmitrij Trunenkov Russia                                                                            | Ivo Rüegg Roman Handschin Cédric Grand Tommy Herzog Svizzera            |
| 2 febbraio 2008  | Schönau am Königssee | A due      | Matthias Höpfner Alex Mann Germania                                         | André Lange Kevin Kuske Germania | Pierre Lueders Lascelles Brown Canada                                   |
| 3 febbraio 2008  | Schönau am Königssee | A quattro  | André Lange Kevin Kuske René Hoppe Alexander Metzger Germania               | Aleksandr Zubkov Dmitrij Stëpuškin Roman Orešnikov Dmitrij Trunenkov Russia e Steven Holcomb Pavle Jovanovic Brock Kreitzburg Steve Mesler Stati Uniti | non assegnato                                                           |
| 9 febbraio 2008  | Winterberg           | A due      | Aleksandr Zubkov Aleksej Voevoda Russia                                     | Thomas Florschütz Enrico Kühn Germania | Matthias Höpfner Alex Mann Germania                                     |
| 10 febbraio 2008 | Winterberg           | A quattro  | André Lange Marc Kühne René Hoppe Martin Putze Germania                     | Aleksandr Zubkov Dmitrij Stëpuškin Aleksej Andrjunin Aleksandr Ušakov Russia                                                                           | Jānis Miņins Intars Dambis Daumants Dreiškens Oskars Melbārdis Lettonia |

### Donne
| Data             | Località             | Specialità | Prime classificate                       | Seconde classificate                       | Terze classificate                         |
| ---------------- | -------------------- | ---------- | ---------------------------------------- | ------------------------------------------ | ------------------------------------------ |
| 30 novembre 2007 | Calgary              | A due      | Helen Upperton Jennifer Ciochetti Canada | Cathleen Martini Janine Tischer Germania   | Sandra Kiriasis Berit Wiacker Germania     |
| 7 dicembre 2007  | Park City            | A due      | Sandra Kiriasis Romy Logsch Germania     | Cathleen Martini Janine Tischer Germania   | Shauna Rohbock Valerie Fleming Stati Uniti |
| 15 dicembre 2007 | Lake Placid          | A due      | Sandra Kiriasis Romy Logsch Germania     | Helen Upperton Jennifer Ciochetti Canada   | Kaillie Humphries Shelley-Ann Brown Canada |
| 11 gennaio 2008  | Cortina d'Ampezzo    | A due      | Sandra Kiriasis Romy Logsch Germania     | Helen Upperton Heather Moyse Canada        | Cathleen Martini Janine Tischer Germania   |
| 19 gennaio 2008  | Cesana Torinese      | A due      | Helen Upperton Jennifer Ciochetti Canada | Shauna Rohbock Valerie Fleming Stati Uniti | Sandra Kiriasis Berit Wiacker Germania     |
| 26 gennaio 2008  | Sankt Moritz         | A due      | Sandra Kiriasis Romy Logsch Germania     | Cathleen Martini Janine Tischer Germania   | Helen Upperton Heather Moyse Canada        |
| 1º febbraio 2008 | Schönau am Königssee | A due      | Cathleen Martini Janine Tischer Germania | Sandra Kiriasis Berit Wiacker Germania     | Claudia Schramm Nicole Herschmann Germania |
| 9 febbraio 2008  | Winterberg           | A due      | Sandra Kiriasis Berit Wiacker Germania   | Cathleen Martini Janine Tischer Germania   | Shauna Rohbock Valerie Fleming Stati Uniti |

### A squadre
| Data             | Località             | Prima classificata                                                                                      | Seconda classificata                                                                       | Terza classificata                                                                                |
| ---------------- | -------------------- | --- | ------------------------------------------------------------------------------------------ | ------------------------------------------------------------------------------------------------- |
| 16 dicembre 2007 | Lake Placid          | non disputata                                                                                           | non disputata                                                                              | non disputata                                                                                     |
| 3 febbraio 2008  | Schönau am Königssee | Germania Michi Halilovic Cathleen Martini Inga Renker Julia Eichhorn Thomas Florschütz Christoph Heyder | Svizzera Daniel Mächler Maya Bamert Marina Gilardoni Jessica Kilian Ivo Rüegg Tommy Herzog | Stati Uniti Matthew Antoine Jamia Jackson Emily Azevedo Annie O'Shea John Napier Charles Berkeley |

## Classifiche

### Bob a due uomini
| Pos. | Nome pilota       | Nazione     | CAL | PKC | LAK | CES | CES | STM | KÖN | WIN | Totale |
| ---- | ----------------- | ----------- | --- | --- | --- | --- | --- | --- | --- | --- | ------ |
| 1    | André Lange       | Germania    | 1   | 4   | 2   | 2   | 2   | 1   | 2   | 9   | 1634   |
| 2    | Ivo Rüegg         | Svizzera    | 6   | 9   | 7   | 3   | 4   | 2   | 5   | 5   | 1466   |
| 3    | Aleksandr Zubkov  | Russia      | 8   | 7   | 4   | 4   | 1   | 16  | 7   | 1   | 1426   |
| 4    | Steven Holcomb    | Stati Uniti | 2   | 1   | 3   | 5   | 8   | 17  | 11  | 5   | 1387   |
| 5    | Simone Bertazzo   | Italia      | 9   | 6   | 5   | 1   | 3   | 5   | 15  | 8   | 1385   |
| 6    | Thomas Florschütz | Germania    | 4   | 2   | 6   | 10  | 15  | 7   | 6   | 2   | 1380   |
| 7    | Pierre Lueders    | Canada      | 5   | 5   | 1   | 8   | 9   | 3   | 3   | -   | 1305   |
| 8    | Jānis Miņins      | Lettonia    | 10  | 11  | 12  | 6   | 6   | 14  | 8   | 16  | 1128   |
| 9    | Wolfgang Stampfer | Canada      | 3   | 3   | DSQ | 9   | 5   | 13  | 16  | 10  | 1096   |
| 10   | Patrice Servelle  | Canada      | 13  | 12  | 16  | 11  | 10  | 10  | 13  | 7   | 1096   |

### Bob a quattro uomini
| Pos. | Nome pilota       | Nazione     | CAL | PKC | LAK | COR | CES | STM | KÖN | WIN | Totale |
| ---- | ----------------- | ----------- | --- | --- | --- | --- | --- | --- | --- | --- | ------ |
| 1    | André Lange       | Germania    | 2   | 2   | 5   | 5   | 3   | 7   | 1   | 1   | 1606   |
| 2    | Aleksandr Zubkov  | Russia      | 7   | 6   | 1   | 2   | 5   | 2   | 2   | 2   | 1593   |
| 3    | Jānis Miņins      | Lettonia    | 5   | 4   | 9   | 7   | 1   | 1   | 4   | 3   | 1538   |
| 4    | Steven Holcomb    | Stati Uniti | 1   | 1   | 2   | 8   | 11  | 6   | 2   | 4   | 1534   |
| 5    | Ivo Rüegg         | Svizzera    | 6   | 9   | 6   | 3   | 6   | 3   | 10  | 5   | 1408   |
| 6    | Pierre Lueders    | Canada      | 3   | 3   | 3   | 1   | 8   | 5   | 6   | -   | 1345   |
| 7    | Martin Galliker   | Svizzera    | 12  | 16  | 11  | 9   | 2   | 4   | 13  | 11  | 1170   |
| 8    | Evgenij Popov     | Russia      | 4   | 5   | 4   | DSQ | 4   | 18  | 15  | 6   | 1120   |
| 9    | Thomas Florschütz | Germania    | 8   | 10  | DSQ | 5   | 9   | 11  | 7   | 7   | 1112   |
| 10   | Dmitrij Abramovič | Russia      | 15  | 14  | 7   | 11  | 7   | 10  | 9   | -   | 984    |

### Combinata uomini
| Pos. | Nome pilota       | Nazione     | CAL     | PKC     | LAK      | COR | CES         | STM     | KÖN     | WIN     | Totale |
| ---- | ----------------- | ----------- | ------- | ------- | -------- | --- | ----------- | ------- | ------- | ------- | ------ |
| 1    | André Lange       | Germania    | 1 / 2   | 4 / 2   | 2 / 5    | 5   | 2 / 2 / 3   | 1 / 7   | 2 / 1   | 9 / 1   | 3240   |
| 2    | Aleksandr Zubkov  | Russia      | 8 / 7   | 7 / 6   | 4 / 1    | 2   | 4 / 1 / 5   | 16 /2   | 7 / 2   | 1 / 2   | 3019   |
| 3    | Steven Holcomb    | Stati Uniti | 2 / 1   | 1 / 1   | 3 / 2    | 8   | 5 / 8 / 11  | 17 / 6  | 11 / 2  | 5 / 4   | 2921   |
| 4    | Ivo Rüegg         | Svizzera    | 6 / 6   | 9 / 9   | 7 / 6    | 3   | 3 / 4 / 6   | 2 / 3   | 5 / 10  | 5 / 5   | 2874   |
| 5    | Jānis Miņins      | Lettonia    | 10 / 5  | 11 / 4  | 9        | 7   | 6 / 6 / 1   | 14 / 1  | 8 / 4   | 16 / 3  | 2666   |
| 6    | Pierre Lueders    | Canada      | 5 / 3   | 5 / 3   | 1 / 3    | 1   | 8 / 9 / 8   | 3 / 5   | 3 / 6   | -       | 2650   |
| 7    | Thomas Florschütz | Germania    | 4 / 8   | 2 / 10  | 6 / DSQ  | 5   | 10 / 15 / 9 | 7 /11   | 6 / 7   | 2 / 7   | 2492   |
| 8    | Simone Bertazzo   | Italia      | 9 / 11  | 6 / 13  | 5 / 14   | 18  | 1 / 3 / 12  | 5 / -   | 15 / -  | 8 / -   | 1961   |
| 9    | Martin Galliker   | Svizzera    | 21 / 12 | 20 / 16 | 17 / 11  | 9   | 18 / 18 / 2 | 8 / 4   | 9 / 13  | 18 / 11 | 1940   |
| 10   | Wolfgang Stampfer | Canada      | 3 / 9   | 3 / 15  | DSQ / 13 | 15  | 9 / 5 / 16  | 13 / 22 | 16 / 22 | 10 / 12 | 1912   |

### Bob  donne
| Pos. | Nome pilota         | Nazione     | CAL | PKC | LAK | COR | CES | STM | KÖN | WIN | Totale |
| ---- | ------------------- | ----------- | --- | --- | --- | --- | --- | --- | --- | --- | ------ |
| 1    | Sandra Kiriasis     | Germania    | 3   | 1   | 1   | 1   | 3   | 1   | 2   | 1   | 1735   |
| 2    | Cathleen Martini    | Germania    | 2   | 2   | 4   | 3   | 4   | 2   | 1   | 2   | 1649   |
| 3    | Helen Upperton      | Canada      | 1   | 4   | 2   | 2   | 1   | 3   | 4   | 5   | 1638   |
| 4    | Shauna Rohbock      | Stati Uniti | 5   | 3   | 5   | 4   | 2   | 6   | 6   | 3   | 1522   |
| 5    | Kaillie Humphries   | Canada      | 4   | 6   | 3   | 8   | 5   | 7   | 5   | 9   | 1416   |
| 6    | Claudia Schramm     | Germania    | 6   | 7   | 8   | 5   | 8   | 10  | 3   | 4   | 1384   |
| 7    | Nicola Minichiello  | Regno Unito | 11  | 12  | 7   | 7   | 9   | 4   | 11  | 11  | 1216   |
| 8    | Maya Bamert         | Svizzera    | 7   | 13  | 9   | 10  | 6   | 15  | 7   | 6   | 1208   |
| 9    | Sabina Hafner       | Svizzera    | 10  | 10  | 12  | 9   | 10  | 11  | 9   | 10  | 1144   |
| 10   | Jessica Gillarduzzi | Italia      | 14  | 9   | 10  | 6   | 11  | 14  | 13  | 13  | 1072   |